# Catocala excellens
Catocala excellens är en fjärilsart som beskrevs av Schultz 1906. Catocala excellens ingår i släktet Catocala och familjen nattflyn. Inga underarter finns listade i Catalogue of Life.